# Catarina Laboure
Catarina Laboure (sinh ngày 2 tháng 5 năm 1806 - mất ngày 31 tháng 12 năm 1876) là một nữ tu thuộc Tu hội Nữ tử Bác ái Thánh Vinh Sơn và được phong Thánh Công giáo vào năm 1947. Bà nổi tiếng là một nữ tu hết mình phụng sự cho đức tin vào Thiên Chúa, tham gia nhiều các hoạt động từ thiện xã hội, giúp đỡ cho người nghèo khổ và có ảnh hưởng đối với những tín hữu Công giáo cũng như không Công giáo ngày nay.

## Tiểu sử
Catarina Labouré sinh và lớn lên trong một thôn nhỏ ở xứ Bourgogne nước Pháp. Bà là con thứ 9 trong gia đình có 11 người con. Mẹ mất khi mới 9 tuổi, bà theo gia đình chuyển đến ở Saint- Rémy, một ngôi làng cách nhà cũ 9 cây số. Năm 12 tuổi bà đã giúp cha trông nom trang trại, vườn rau, trông coi chuồng bò, nuôi gà vịt.... Bà làm việc chăm chỉ và thường xuyên dậy sớm chuẩn bị bữa sáng cho người làm. Catarina chỉ theo học các lớp vỡ lòng trong hai năm tại một trường nội trú của người bà con. Tại đây, bà thường vào nhà thờ cầu nguyện. Vào năm 16 tuổi cha bà muốn gả chồng, nhưng bà nhất mực từ chối, ông đành phải gửi bà lên Paris ở với bác ruột. Ngày 21 tháng 4 năm 1830, sau nhiều biến cố, bà trở lại Paris xin gia nhập Tu hội Nữ tử Bác ái Thánh Vinh Sơn tại phố Du Bac và được mặc áo dòng vào ngày 25/4 và trở thành nữ tu Catarina. Từ đây bà có đóng góp cho công tác thiện nguyện và có nhiều lời tiên tri, đoán biết được tương lai. Trong thời kỳ biến động của nước Pháp, bà đã tận tình chăm sóc những người bệnh, người già, giúp đỡ người nghèo, các dân di trú, thậm chí giúp cả lính, cảnh sát ẩn nấp khi bị Công xã Paris lùng bắt. Catarina Laboure mất ngày 31 tháng 12 năm 1876. Thi hài bà vẫn nguyên vẹn sau nhiều năm, nay vẫn đặt trong hòm thủy tinh tại nhà nguyện số 140 phố Du Bac, Paris.